# Sergio Smacchi
Sergio Smacchi (* 6. April 1940 in Rom) ist ein italienischer Schauspieler und Stuntman.

## Leben
1964 hatte Smacchi bei dem Film Soraya – Sklavin des Orients erstmals eine Rolle inne. In der Fernsehserie Jack Clementi – Anruf genügt... hatte er 1988 erstmals eine wiederkehrende Rolle. Er war an vielen Filmen von Bud Spencer und Terence Hill als Stuntman und Darsteller tätig.

## Filmografie

### Schauspieler
- 1964: Soraya – Sklavin des Orients (Anthar l’invincibile)
- 1964: Der stärkste Mann der Welt (Il trionfo di Ercole)
- 1968: Giorni di sangue
- 1968: Im Staub der Sonne (Spara, Gringo, spara)
- 1970: Django – Die Nacht der langen Messer (Ciakmull - L’uomo della vendetta)
- 1970: Django und Sabata – wie blutige Geier (C’è Sartana... vendi la pistola e comprati la bara!)
- 1970: Die rechte und die linke Hand des Teufels (Lo chiamavano Trinità…)
- 1971: Der feurige Pfeil der Rache (L’arciere di Sherwood)
- 1971: Man nennt mich Halleluja (Testa t’ammazzo, croce... sei morto... Mi chiamano Alleluja)
- 1971: Lo chiamavano King
- 1972: Ben und Charlie (Amico, stammi lontano almeno un palmo)
- 1972: Ein Halleluja für zwei linke Brüder (Jesse & Lester, due fratelli in un posto chiamato Trinità)
- 1972: Der lange Arm des Paten (La mano lunga del padrino)
- 1972: Beichtet Freunde, Halleluja kommt (Il West ti va stretto, amico... è arrivato Alleluja)
- 1973: Kennst Du das Land, wo blaue Bohnen blüh’n? (Lo chiamavano Tresette... giocava sempre col morto)
- 1973: Crow (...E il terzo giorno arrivò il corvo)
- 1973: Milano trema: la polizia vuole giustizia
- 1973: Fäuste – Bohnen und… Karate! (Storia di karatè, pugni e fagioli)
- 1973: Sie nannten ihn Plattfuß (Piedone lo sbirro)
- 1973: La Pistola (Dio, sei proprio un padreterno!)
- 1973: Anna, quel particolare piacere
- 1974: The Arena
- 1974: Dicke Luft in Sacramento (Di Tresette ce n’è uno, tutti gli altri son nessuno)
- 1974: Die Teufelsschlucht der wilden Wölfe (Il ritorno di Zanna Bianca)
- 1975: Wolfsblut greift ein (Zanna Bianca alla riscossa)
- 1975: Verdammte, Heilige Stadt (Roma violenta)
- 1975: Whisky und die Goldgräber (La spacconata)
- 1975: Africa Express
- 1975: Due Magnum .38 per una città di carogne
- 1975: Von Wölfen gehetzt (Zanna Bianca e il cacciatore solitario)
- 1976: Zwei linke Brüder auf dem Weg zur Hölle (Storia di arcieri, pugni e occhi neri)
- 1976: Die blutigen Spiele der Reichen (Roma, l’altra faccia della violenza)
- 1976: Das Schlitzohr und der Bulle (Il trucido e lo sbirro)
- 1976: Cop Hunter (Italia a mano armata)
- 1977: Die Gewalt bin ich (Il cinico, l’infame, il violento)
- 1977: Charleston – Zwei Fäuste räumen auf (Charleston)
- 1977: Der Tollwütige (La belva col mitra)
- 1978: Plattfuß in Afrika (Piedone l’africano)
- 1978: Agenten kennen keine Tränen (A chi tocca, tocca...!)
- 1978: Sie nannten ihn Mücke (Lo chiamavano Bulldozer)
- 1978: Zwei sind nicht zu bremsen (Pari e dispari)
- 1979: Von Corleone nach Brooklyn (Da Corleone a Brooklyn)
- 1979: Der Große mit seinem außerirdischen Kleinen (Uno sceriffo extraterrestre - poco extra e molto terrestre)
- 1980: Der Supercop (Poliziotto superpiù)
- 1980: Buddy haut den Lukas (Chissà perché… capitano tutte a me)
- 1981: Eine Faust geht nach Westen (Occhio alla penna)
- 1981: Der letzte Harem (l’ultimo harem)
- 1981: Zwei Asse trumpfen auf (Chi trova un amico, trova un tesoro)
- 1982: Banana Joe
- 1982: Der Bomber (Bomber)
- 1982: Ein pikanter Traum (Sogni mostruosamente proibiti)
- 1982: Der Graf, der alles kann (Il conte Tacchia)
- 1983: Duell der Besten (I paladini: storia d’armi e d’amori)
- 1983: Thunder (Thunder Warrior)
- 1983: Se tutto va bene siamo rovinati
- 1984: Vier Fäuste gegen Rio (Non c’è due senza quattro)
- 1986: Aladin (Superfantagenio)
- 1986: Kamikaze (Fernsehfilm)
- 1988: Jack Clementi – Anruf genügt... (Big Man: Polizza droga, Fernsehserie, 4 Folgen)
- 1990: Der Pate III (The Godfather Part III)
- 1990: Eine Frau von Ehre (Vendetta: Secrets of a Mafia Bride, Miniserie, 3 Folgen)
- 1991: Das Gesetz der Wüste (Law of the Desert, Miniserie, 2 Folgen)
- 1995: Cops (Poliziotti)
- 1995: Solomon & Sheba (Fernsehfilm)
- 2005: Romanzo criminale